# Октябрський (Аксайський район)
Октябрський — селище, адміністративний центр Щепкінського сільського поселення Аксайського району Ростовської області.
Населення — 2345 осіб (2010 рік).

## Географія
Селище Октябрське розташовано за 30 кілометрах від міста Ростов-на-Дону й за 25 км на північ від міста Аксай.
Селище розташоване на Приазовській рівнині, займає вузькій смузі між Донецьким кряжем на півночі й Азовським морем та пониззям Дону на півдні. Рельєф території селища являє собою вододіл між річками Дон й Тузлова. Поверхня являє широкохвилясту степову рівнину, розчленовану численними балками.
Поряд з селищем проходить межа з Родіоново-Несвітайським районом області.

### Вулиці
| - вул. Східна - вул. Висоцького - вул. Гагаріна, - вул. Горького - вул. Зелена - вул. Котовського, - вул. Леніна, | - вул. Молодіжна, - вул. Нова - вул. Новоселів, - вул. Виробнича, - вул. Прудная, - вул. Рідкозубова, - вул. Садова, | - вул. Північна, - вул. Радянська, - вул. Сонячна, - вул. Степова, - вул. Шкільна, - вул. Південна, - вул. Ясна. |

## Історія
Селище засновано 1928 року, коли його засновник й підкорювач ростовської цілини Василь Бондаренко заснував перший колгосп й адміністративну будівлю сільради на першій й головній селищній вулиці ім. Горького. Пізніше колгосп називався радгосп-технікум «Октябрський» до 1992 року.
У 1958 р. указом Президії Верховної Ради РРФСР хутір Ворошилово перейменовано в хутір Октябрський.

## Археологія
- Курганний могильник «Октябрський-2» — пам'ятка археології, розташований на 1 кілометр на північ від хутора Октябрський[5].
- Курганний могильник «Октябрський-3» розташовується на 1,5 кілометрів західніше хутора Октябрський[6].
- Курганний могильник «Октябрський-4» — археологічний пам'ятник, на території якого розташована на 0,4 кілометра на північний захід від хутора Октябрський[7].
- Курганний могильник «Октябрський-5» — археологічний пам'ятник, який розташовується на відстані 1,8 кілометрів західніше хутора Октябрський[8].
- Курганна група «Кам'янобрідський» — пам'ятка археології, розташований на відстані 2,1 кілометра на південь від хутора Октябрський[9].
- Курганний могильник «Октябрський-1». Об'єкт, який є пам'яткою археології. Розташовується на відстані 600 метрів південно-західніше, ніж хутір Октябрський[10].
- Курганний могильник «Красний-3». Пам'ятник археології. Розташований на 3,2 кілометра на схід-північний-схід від хутора Октябрський. Його територія знаходиться на гребені між двома балками Бунина й Комишуваха[11].
- Курганний могильник «Велика Комишуваха-4» — пам'ятка археології. Його територія розташована на 3,6 кілометрів східніше, ніж хутір Октябрський[12].
- Курганний могильник «Октябрський— 6». Територія пам'ятки археології знаходиться в 4 кілометрах на захід від території хутора[13].